# Artilheiros do Sport Club Corinthians Paulista

## Artilheiros
Última atualização: 25 de maio de 2019
Esta é a lista dos maiores artilheiros da história do Corinthians com, no mínimo, 50 gols. Em negrito, os futebolistas que ainda jogam pelo Corinthians.
     os melhores, em cada critério, dentro desta lista.
- Maior número de gols em uma única partida (6 gols): Zuza (Corinthians 10 a 1 Sírio em 21 de maio de 1933)[3]

### Artilheiros estrangeiros
Última atualização: 15 de fevereiro de 2020.
Esta é a lista dos estrangeiros artilheiros da história do Corinthians com, no mínimo, 1 gol. Em negrito, os futebolistas que ainda jogam pelo Corinthians.
     os melhores, em cada critério, dentro desta lista.

### Zagueiros artilheiros
Última atualização: 15 de fevereiro de 2020.
Esta é a lista dos zagueiros artilheiros da história do Corinthians com, no mínimo, 5 gols. Em negrito, os futebolistas que ainda jogam pelo Corinthians.
     os melhores, em cada critério, dentro desta lista.

## Artilheiros por competição (geral)

### Mundial

#### Mundial de Clubes da FIFA
Última atualização: 16 de fevereiro de 2018
Esta é a lista dos artilheiros do Corinthians em Mundiais. Em negrito, os futebolistas que ainda jogam pelo Corinthians.
     os melhores, em cada critério, dentro desta lista.

### Continental

#### Copa Libertadores da América
Última atualização: 4 de fevereiro de 2018
Esta é a lista dos maiores artilheiros da história do Corinthians em Libertadores com, no mínimo, 3 gols. Em negrito, os futebolistas que ainda jogam pelo Corinthians.
     os melhores, em cada critério, dentro desta lista.

## Artilheiros por competição (ano a ano)
Estes são os artilheiros do Corinthians em cada competição oficial, por ano (somente os anos que o clube participou).
     Artilheiros também da competição.

### Mundial

#### Mundial de Clubes da FIFA
| \| Ano \| Atleta \| Gols \| \| -------------- \| -------- \| ---- \| \| Década de 2000 \| \| \| \| 2000[5] \| Edílson \| 2 \| \| Década de 2010 \| \| \| \| 2012[6] \| Guerrero \| 2 \| |          |      |
| Ano | Atleta   | Gols |
| Década de 2000 |          |      |
| 2000 | Edílson  | 2    |
| Década de 2010 |          |      |
| 2012 | Guerrero | 2    |

Última atualização: 28 de outubro de 2017

### Continental

#### Copa Libertadores da América
| Ano                     | Atleta   | Gols |
| ----------------------- | -------- | ---- |
| Década de 1970          |          |      |
| 1977[carece de fontes?] | Palhinha | 3    |

| Ano                     | Atleta          | Gols |
| ----------------------- | --------------- | ---- |
| Década de 1990          |                 |      |
| 1991[carece de fontes?] | Paulo Sérgio    | 4    |
| 1996[carece de fontes?] | Edmundo         | 5    |
| 1996[carece de fontes?] | Leonardo        | 5    |
| 1999[carece de fontes?] | Fernando Baiano | 6    |

| Ano                     | Atleta  | Gols |
| ----------------------- | ------- | ---- |
| Década de 2000          |         |      |
| 2000[carece de fontes?] | Luizão  | 15   |
| 2003[carece de fontes?] | Liédson | 6    |
| 2006                    | Nilmar  | 5    |

| Ano            | Atleta       | Gols |
| -------------- | ------------ | ---- |
| Década de 2010 |              |      |
| 2010           | Ronaldo      | 3    |
| 2010           | Elias        | 3    |
| 2011           | Sem gols     | 0    |
| 2012           | Emerson      | 5    |
| 2013           | Guerrero     | 4    |
| 2015           | Elias        | 4    |
| 2015           | Guerrero     | 4    |
| 2016           | Ángel Romero | 2    |
| 2016           | Elias        | 2    |
| 2016           | Lucca        | 2    |
| 2016           | Marlone      | 2    |
| 2018           | Em disputa   | ?    |

Última atualização: 28 de outubro de 2017

#### Copa Sul-Americana
Última atualização: 9 de fevereiro de 2018

#### Copa Conmebol
Última atualização: 28 de outubro de 2017

## Artilheiros ano a ano
O maior número de gols em uma única temporada.
| Ano            | Atleta         | Gols |
| -------------- | -------------- | ---- |
| Década de 1910 |                |      |
| 1910           | Luiz Fabbi     | 1    |
| 1910           | Jorge Campbell | 1    |
| 1911           | César Nunes    | 1    |
| 1912           | Rodrigues      | 1    |
| 1913           | Peres          | 4    |
| 1914           | Neco           | 12   |
| 1915           | Apparício      | 6    |
| 1916           | Apparício      | 10   |
| 1916           | Amílcar        | 10   |
| 1917           | Neco           | 23   |
| 1918           | Neco           | 18   |
| 1919           | Neco           | 19   |
| Década de 1920 |                |      |
| 1920           | Neco           | 20   |
| 1921           | Neco           | 29   |
| 1922           | Neco           | 16   |
| 1922           | Tatu           | 16   |
| 1923           | Neco           | 20   |
| 1924           | Tatu           | 9    |
| 1925           | Neco           | 10   |
| 1925           | Gambarotta     | 10   |
| 1926           | Apparício      | 11   |
| 1927           | De Maria       | 20   |
| 1928           | De Maria       | 24   |
| 1929           | Gambinha       | 23   |
| Década de 1930 |                |      |
| 1930           | De Maria       | 25   |
| 1931           | Gambinha       | 12   |
| 1932           | Guimarães      | 9    |
| 1933           | Zuza           | 17   |
| 1934           | Mamede         | 17   |
| 1935           | Teleco         | 17   |
| 1936           | Teleco         | 46   |
| 1937           | Teleco         | 28   |
| 1938           | Teleco         | 22   |
| 1939           | Teleco         | 34   |

| Ano            | Atleta       | Gols |
| -------------- | ------------ | ---- |
| Década de 1940 |              |      |
| 1940           | Teleco       | 43   |
| 1941           | Teleco       | 50   |
| 1942           | Milani       | 27   |
| 1943           | Hércules     | 31   |
| 1944           | Hércules     | 21   |
| 1945           | Servílio     | 32   |
| 1946           | Servílio     | 27   |
| 1947           | Servílio     | 36   |
| 1948           | Baltazar     | 23   |
| 1949           | Baltazar     | 33   |
| Década de 1950 |              |      |
| 1950           | Luizinho     | 26   |
| 1951           | Baltazar     | 41   |
| 1952           | Baltazar     | 48   |
| 1953           | Cláudio      | 31   |
| 1954           | Cláudio      | 31   |
| 1955           | Paulo        | 26   |
| 1956           | Paulo        | 53   |
| 1957           | Zague        | 24   |
| 1958           | Zague        | 34   |
| 1959           | Zague        | 37   |
| Década de 1960 |              |      |
| 1960           | Joaquinzinho | 23   |
| 1961           | Rafael       | 21   |
| 1962           | Silva        | 43   |
| 1963           | Silva        | 24   |
| 1964           | Flávio       | 32   |
| 1965           | Flávio       | 55   |
| 1966           | Tales        | 29   |
| 1967           | Flávio       | 33   |
| 1968           | Flávio       | 24   |
| 1969           | Benê         | 29   |

| Ano            | Atleta       | Gols |
| -------------- | ------------ | ---- |
| Década de 1970 |              |      |
| 1970           | Ivair        | 14   |
| 1971           | Mirandinha   | 31   |
| 1972           | Vaguinho     | 16   |
| 1973           | Rivellino    | 12   |
| 1974           | Vaguinho     | 15   |
| 1975           | Vaguinho     | 16   |
| 1976           | Geraldão     | 19   |
| 1977           | Geraldão     | 36   |
| 1978           | Rui Rei      | 16   |
| 1979           | Sócrates     | 26   |
| Década de 1980 |              |      |
| 1980           | Sócrates     | 30   |
| 1981           | Sócrates     | 28   |
| 1982           | Casagrande   | 40   |
| 1983           | Sócrates     | 38   |
| 1984           | Lima         | 18   |
| 1985           | Casagrande   | 15   |
| 1986           | Lima         | 18   |
| 1987           | Edmar        | 23   |
| 1988           | Edmar        | 14   |
| 1989           | Cláudio Adão | 13   |
| Década de 1990 |              |      |
| 1990           | Neto         | 20   |
| 1991           | Neto         | 20   |
| 1992           | Neto         | 20   |
| 1993           | Viola        | 28   |
| 1994           | Marcelinho   | 33   |
| 1995           | Marcelinho   | 27   |
| 1996           | Marcelinho   | 31   |
| 1997           | Mirandinha   | 28   |
| 1998           | Marcelinho   | 32   |
| 1999           | Marcelinho   | 32   |

| Ano            | Atleta       | Gols    |
| -------------- | ------------ | ------- |
| Década de 2000 |              |         |
| 2000           | Luizão       | 28      |
| 2001           | Luizão       | 22      |
| 2002           | Deivid       | 32      |
| 2003           | Liedson      | 22      |
| 2004           | Jô           | 10      |
| 2005           | Tévez        | 31      |
| 2006           | Nilmar       | 24      |
| 2007           | Finazzi      | 13      |
| 2008           | Dentinho     | 24      |
| 2009           | Ronaldo      | 23      |
| Década de 2010 |              |         |
| 2010           | Bruno César  | 15      |
| 2011           | Liedson      | 23      |
| 2012           | Paulinho     | 13      |
| 2013           | Guerrero     | 18      |
| 2014           | Guerrero     | 16      |
| 2015           | Vágner Love  | 16      |
| 2015           | Jadson       | 16      |
| 2016           | Romero       | 15      |
| 2017           | Jô           | 25      |
| 2018           | Jadson       | 15      |
| 2019           | Gustagol     | 14      |
| 2020           | Jô           | 8       |
| 2021           | Jô           | 10      |
| 2022           | Roger Guedes | 15*[At] |